# Total War (sê-ri trò chơi)
Total War là một sê-ri trò chơi máy tính thể loại chiến lược được phát triển bởi hãng The Creative Assembly có trụ sở tại Horsham, Anh. Dòng game bao gồm cả chiến lược theo lượt và quản lý tài nguyên kết hợp với các trận chiến dưới dạng chiến thuật thời gian thực. Phiên bản đầu tiên của sê-ri là Shogun: Total War được phát hành vào năm 2000. Phiên bản mới nhất ra mắt vào năm 2023 là Total War: Pharaoh. Tổng cộng dòng game này đã bán được hơn 20 triệu bản, giúp đây trở thành một trong những sê-ri game chiến thuật nổi tiếng nhất thế giới.
Dòng game còn xuất hiện thêm một số bản mod rất nổi tiếng, từ những thời kỳ có thực trong lịch sử nhân loại như Europa Barbarorum và Roma Surrectum nhằm diễn giải các sự kiện lịch sử chi tiết hơn cho đến những thế giới hư cấu huyền bí kì ảo như Third Age: Total War, dựa trên thiên sử thi đồ sộ Lord of the Rings.

## Phiên bản
| Tên gọi                              | Ngày phát hành                                              | Engine                               | Hệ điều hành                           | Các bản mở rộng                                                                                                  | Game + bản gộp                                                                         | Total War Eras | Total War Anthology | Total War Collection | Total War Grand Master Collection | Game Of The Year Edition |
| ------------------------------------ | ----------------------------------------------------------- | ------------------------------------ | -------------------------------------- | --- | -------------------------------------------------------------------------------------- | -------------- | ------------------- | -------------------- | --------------------------------- | ------------------------ |
| Shogun: Total War                    | 2000, 2001                                                  | TW Engine 1                          | Microsoft Windows                      | The Mongol Invasion                                                                                              | Warlord Edition, Gold Edition                                                          | Có             | Có                  | Không                | Không                             | Không                    |
| Medieval: Total War                  | 2002, 2003                                                  | TW Engine 1                          | Microsoft Windows                      | Viking Invasion                                                                                                  | Gold Edition, Battle Collection                                                        | Có             | Có                  | Không                | Không                             | Không                    |
| Rome: Total War                      | 2004, 2005, 2006 2010 (OS X), 2016 (IOS), 2019 (play store) | TW Engine 2                          | Microsoft Windows, OS X (Gold Edition) | Barbarian Invasion, Alexander                                                                                    | Gold Edition                                                                           | Có             | Có                  | Có                   | Có                                | Có                       |
| Medieval II: Total War               | 2006, 2007, 2015 (OS X)                                     | TW Engine 2                          | Microsoft Windows, OS X, Linux         | Kingdoms | Gold Edition, Collector's Edition, Definitive Edition                                  | Không          | Có                  | Có                   | Có                                | Không                    |
| Empire: Total War                    | 2009, 2012 (OS X)                                           | TW Engine 3 (Warscape Engine) 32-bit | Microsoft Windows, OS X, Linux         | The Warpath Campaign                                                                                             | Gold Edition, Special Forces Edition, Collector's Edition, Definitive Edition          | Không          | Có                  | Có                   | Có                                | Có                       |
| Napoleon: Total War                  | 2010, 2013 (OS X)                                           | TW Engine 3 (Warscape Engine) 32-bit | Microsoft Windows, OS X                | The Peninsular Campaign                                                                                          | Gold Edition, Limited Edition, Imperial Edition, Emperor's Edition, Definitive Edition | Không          | Không               | Có                   | Có                                | Có                       |
| Total War: Shogun 2                  | 2011, 2012, 2014 (OS X)                                     | TW Engine 3 (Warscape Engine) 32-bit | Microsoft Windows, OS X, Linux         | Rise of the Samurai, Fall of the Samurai                                                                         | Gold Edition, Collector's Edition                                                      | Không          | Không               | Có                   | Có                                | Không                    |
| Total War: Rome II                   | 2013                                                        | TW Engine 3 (Warscape Engine) 32-bit | Microsoft Windows, OS X                | Caesar in Gaul, Hannibal at the Gates, Imperator Augustus, Wrath of Sparta, Empire Divided, Rise of the Republic | Emperor Edition, Spartan Edition, Collector's Edition, Caesar Edition                  | Không          | Không               | Có                   | Không                             | Không                    |
| Total War: Attila                    | 2015                                                        | TW Engine 3 (Warscape Engine) 32-bit | Microsoft Windows, OS X, Linux         | The Last Roman, Age of Charlemagne                                                                               | Special Edition, Tyrants and Kings Edition                                             | Không          | Không               | Không                | Không                             | Không                    |
| Total War: Warhammer                 | 2016                                                        | TW Engine 3 (Warscape Engine) 64-bit | Microsoft Windows, OS X, Linux         | Chaos Warriors, Call of the Beastmen, Realm of the Wood Elves, Bretonnia, Norsca                                 | Limited Edition, Old World Edition, High King Edition, Dark Gods Edition               | Không          | Không               | Không                | Không                             | Không                    |
| Total War: Warhammer II              | 2017                                                        | TW Engine 3 (Warscape Engine) 64-bit | Microsoft Windows, OS X, Linux         | Mortal Empires, Rise of the Tomb Kings, Curse of the Vampire Coast                                               | Limited Edition, Serpent God Edition                                                   | Không          | Không               | Không                | Không                             | Không                    |
| Total War Saga: Thrones of Britannia | 2018                                                        | TW Engine 3 (Warscape Engine) 32-bit | Microsoft Windows, OS X, Linux         | | Limited Edition                                                                        | Không          | Không               | Không                | Không                             | Không                    |
| Total War: Three Kingdoms            | 2019                                                        | TW Engine 3 (Warscape Engine) 64-bit | Microsoft Windows, OS X, Linux         | | Limited Edition, Collector's Edition                                                   | Không          | Không               | Không                | Không                             | Không                    |
| Total War Saga: Troy                 | 2020                                                        | TW Engine 3 (Warscape Engine) 64-bit | Microsoft Windows, OS X, Linux         | | Limited Edition, Collector's Edition                                                   | Không          | Không               | Không                | Không                             | Không                    |
| Total War: Warhammer III             | 2022                                                        | TW Engine 3 (Warscape Engine) 64-bit | Microsoft Windows, OS X, Linux         | Immortal Empires, Champions of Chaos, Forge of the Chaos Dwarfs                                                  | Limited Edition, Day One Edition                                                       | Không          | Không               | Không                | Không                             | Không                    |

### Shogun: Total War
Shogun: Total War lấy bối cảnh Nhật Bản thời kỳ Chiến Quốc. Trong mục chơi đơn, người chơi sẽ nắm vai trò dẫn dắt các gia tộc lãnh chúa đầy quyền uy cố gắng tranh đoạt lẫn nhau nhằm mục tiêu thống nhất Nhật Bản, game còn xuất hiện các đoạn phim tương tác đại diện cho những quyết định mà người chơi có thể đưa ra, chẳng hạn như chuyển đổi sang Thiên Chúa giáo. Shogun ban đầu không phải là một sản phẩm chủ lực của hãng, nhưng chẳng mấy chốc nó đã thu hút một lượng fan đáng kể dẫn đến sự thành công rực rỡ của dòng game Total War. Phiên bản mở rộng gọi là Mongol Invasion nói về cuộc kháng chiến chống quân Nguyên Mông của người Nhật được phát hành cùng với bản gốc trong bản gộp Warlord Edition. 

### Medieval: Total War
Medieval: Total War lấy bối cảnh châu Âu thời Trung Cổ. Phiên bản mở rộng gọi là Viking Invasion và phiên bản tổng hợp mang tên Battle Collection. Được xem là một trong những bản game bán chạy nhất trong sê-ri Total War. Tuy nhiên, Medieval: Total War lại không tương thích với các hệ thống máy tính mới hơn (ngay cả trong chế độ tương thích) do gặp phải vấn đề card màn hình, mặc dù trên một số hệ thống game sẽ chạy khi người dùng giới hạn bộ nhớ RAM hệ thống của họ đến 2 GB trong msconfig.

### Rome: Total War
Rome: Total War lấy bối cảnh thời kỳ Cộng hòa La Mã. Đây là phiên bản đầu tiên bao gồm những gì sẽ trở thành một trong những bổ sung cơ bản nhất của dòng game Total War, chẳng hạn như di chuyển tự do trên bản đồ trái ngược với các phiên bản trước đó khi mà tất cả phần di chuyển đều dựa trên đơn vị tỉnh thành, bên cạnh đó nền đồ họa 3D cũng được cải tiến rõ rệt cùng các tính năng mới thêm vào góp phần cải thiện lối chơi của game. Phiên bản mở rộng đầu tiên Barbarian Invasion nói về thời kỳ các man tộc xâm lấn La Mã và sự phân chia đế quốc thành hai nửa đông tây được phát hành vào ngày 27 tháng 9 năm 2005.
Rome: Total War Gold Edition là bản gộp các phiên bản được vá lỗi đầy đủ của bản game gốc và bản mở rộng đầu tiên vào một DVD (thay vì ba đĩa CD-ROM của bản game gốc) được phát hành vào ngày 14 tháng 2 năm 2006. Một phiên bản CD-ROM (tổng cộng bốn đĩa CD) cũng được sản xuất cho những người không có ổ DVD. Một phiên bản Mac của Rome: Total War Gold Edition do hãng Feral Interactive phát triển và được phát hành 12 tháng 2 năm 2010.
Phiên bản mở rộng thứ hai Rome: Total War: Alexander nói về cuộc đời chinh phục vĩ đại của Alexander Đại đế được phát hành vào ngày 19 tháng 6 năm 2006 dưới hình thức tải về và sau đó phân phối tại các cửa hàng bán lẻ. Một bản tổng hợp cả bản game gốc và hai bản mở rộng là Rome: Total War Anthology được phát hành vào ngày 16 tháng 3 năm 2007.

### Medieval II: Total War
Medieval II: Total War là phần tiếp theo của Medieval: Total War, được phát hành ngày 10 tháng 11 năm 2006 ở châu Âu và ngày 14 tháng 11 ở Bắc Mỹ. Phiên bản này bao gồm các nhân vật và các tính năng chi tiết hơn ở thời đại khám phá (và thuộc địa hóa châu Mỹ) cùng với các cuộc xâm lược của quân Mông Cổ và nhà Timur. Bản mở rộng Medieval II: Total War: Kingdoms được công bố vào ngày 30 tháng 3 năm 2007 và được phát hành vào ngày 28 tháng 8 năm 2007. Bản gộp Gold Edition của game bao gồm bản gốc và bản mở rộng được phát hành vào ngày 1 tháng 2 năm 2008. Phiên bản mở rộng Kingdoms gồm 4 chiến dịch: Chiến dịch Britannia, ở quần đảo Anh năm 1258, dưới thời trị vì của vua Henry III nước Anh, chiến dịch Thập Tự chinh, lấy bối cảnh ở Trung Đông năm 1174, Chiến dịch Teutonic, lấy bối cảnh các cuộc Thập tự chinh diễn ra ở vùng Baltic thuộc Đông Âu vào năm 1250; và sau cùng là Chiến dịch châu Mỹ, lấy bối cảnh ở Tân Thế giới vào năm 1521 nói về sự suy tàn và sụp đổ của hai đế chế Aztec và Maya trước sự xâm lược tàn bạo của thực dân Tây Ban Nha.

### Empire: Total War
Empire: Total War được hãng Sega công bố vào ngày 22 tháng 8 năm 2007 và đã bí mật phát triển kể từ khi phát hành bản Barbarian Invasion. Game lấy bối cảnh châu Âu và các thuộc địa của nó vào thế kỷ 18 có thêm nhiều sự kiện mới như cuộc cách mạng công nghiệp, cuộc chiến giành độc lập Hoa Kỳ và quá trình xâm chiếm Ấn Độ làm thuộc địa. Lần đầu tiên trong sê-ri Total War, người chơi có khả năng chơi các trận hải chiến 3D thời gian thực. Ngoài ra, một tính năng đã được phát triển trong trò chơi là việc phân cấp tỉnh thành giúp tăng thêm tính thực tế hơn trong số các tính năng nổi bật, từ sản xuất đến tiến bộ kỹ thuật mà giờ đây sẽ xảy ra bên ngoài thủ phủ của tỉnh. Empire: Total War được phát hành vào ngày 3 tháng 3 ở Bắc Mỹ và 4 tháng 3 ở châu Âu năm 2009. Phiên bản mở rộng Empire: Total War: Warpath được phát hành vào tháng 10 năm 2009. Warpath lấy bối cảnh cuộc xung đột giữa các bộ tộc người da đỏ bản địa ở Bắc Mỹ với năm phe phái chơi được. Trong khi trò chơi được đánh giá cao nhờ vào lối chơi đầy sáng tạo, thì ngược lại cũng nhận không ít những lời chỉ trích thậm tệ từ giới phê bình và người hâm mộ dòng game Total War do quá nhiều lỗi sau khi game phát hành; Sega tuyên bố gần như tất cả các vấn đề đã sớm được khắc phục. Các vấn đề đã được hãng The Creative Assembly công khai giải thích chỉ vài tháng sau khi phát hành game. Đồng thời, nó cũng là bản đầu tiên trong sê-ri sử dụng DRM Steamworks và hệ thống thành tựu của Valve Software, do đó cần phải có Steam mới chơi được.

### Napoleon: Total War
Napoleon: Total War được phát hành ngày 23 tháng 2 ở Bắc Mỹ và ở châu Âu vào ngày 26 tháng 2 vào năm 2010. Trò chơi tập trung vào mảng chính trị và các chiến dịch quân sự lớn của cuộc chiến tranh Cách mạng Pháp cuối thế kỷ 18 và chiến tranh Napoléon đầu thế kỷ 19. Napoleon đã được phát hành với một số phiên bản: phiên bản Standard Edition (cũng như một phiên bản phiên bản giới hạn của Standard Edition), Imperial Edition và Emperor's Edition (chỉ dành cho thị trường Úc và New Zealand). Người chơi sẽ vào vai Hoàng đế Napoléon Bonaparte hoặc một trong những đối thủ chính của ông, trên bản đồ chiến dịch theo lượt và tham gia vào các trận đánh tiếp theo trong thời gian thực. Cũng như người tiền nhiệm Empire: Total War gồm phần chơi cốt truyện đặc biệt về Hoa Kỳ thì Napoleon: Total War có ba chiến dịch riêng biệt diễn ra vào lúc khởi đầu chiến dịch nước Ý và Ai Cập của vị hoàng đế tài ba này, cũng như các chiến dịch châu Âu và cuối cùng là trận Waterloo đã chấm dứt thời đại Napoléon.
Trong phần đại chiến dịch, được đặt tên là "Chiến dịch của Liên Minh", các phe phái mà người chơi có thể chơi được gồm Vương quốc Anh, Áo, Phổ và Nga trong một bản đồ trải dài toàn châu Âu. Ngoài ra còn có một chiến dịch thứ hai có sẵn dưới dạng DLC với tên gọi "chiến dịch Bán đảo" (Peninsular Campaign) nói về cuộc chiến nắm quyền kiểm soát bán đảo Iberia giữa ba thế lực gồm Anh, Pháp và Tây Ban Nha.

### Total War: Shogun 2
Ngày 2 tháng 6 năm 2010, The Creative Assembly phát hành một bản xem trước của Total War: Shogun 2, phần mới nhất của dòng game Total War cũng lấy bối cảnh Nhật Bản thời kỳ Chiến Quốc. Cơ chế chiến đấu mới hỗ trợ lên đến 56.000 quân trong một trận chiến duy nhất, khá nhiều so với phiên bản Napoleon trước đó. Shogun 2 cũng là trò chơi đầu tiên của sê-ri này có nhượng quyền thương mại xuất hiện như tựa đề chính trong một nỗ lực giúp tăng cường nhận thức về thương hiệu. Trò chơi được phát hành vào ngày 15 tháng 3 năm 2011.
Total War: Shogun 2: Rise of the Samurai là bản mở rộng độc lập đầu tiên của Total War: Shogun 2 được ra mắt năm 2011, lấy bối cảnh chiến tranh Nguyên Bình (Genpei, 1180-1185) giữa các gia tộc Minamoto, Taira và Fujiwara. Các samurai thời đó trọng cung thuật hơn là kiếm, và các đơn vị quân cũng được chia theo tầng lớp xã hội: dân quân (levy), đô quân (attendant) và thân quân (hay đốc quân) của các samurai, trong đó có cả các đơn vị nữ như Onna Bushi.
Total War: Shogun 2: Fall of the Samurai là bản mở rộng độc lập của Total War: Shogun 2 được phát hành tháng 3 năm 2012. Bản mở rộng này bao gồm các sự kiện trong khoảng thời gian diễn ra cuộc nội chiến Mậu Thìn diễn ra từ năm 1868 đến 1869 tại Nhật Bản. Tức 300 năm sau bối cảnh của phiên bản gốc. Lúc bấy giờ mâu thuẫn giữa hai thế lực đối lập ngày càng căng thẳng. Một bên là các phe phái ở miền nam ủng hộ triều đình của Thiên Hoàng Mutsuhito, mong muốn thực hiện cuộc cải cách Minh Trị. Bên còn lại là chính quyền Mạc phủ Tokugawa đang sa lầy bởi sự bảo thủ. Có tới sáu phe phái chơi được trong thời kì này là những gia tộc có thế lực hỗ trợ Thiên Hoàng hoặc phía Mạc Phủ. Đồng thời cũng mô tả vai trò hạn chế nhằm ủng hộ hai bên của các cường quốc phương Tây như Anh, Pháp, Mỹ... Các tính năng mới trong bối cảnh thời gian này cũng được đưa vào trò chơi như việc xuất hiện đường sắt (giúp quân di chuyển nhanh hơn trong chiến dịch) hay sự góp mặt của súng máy hiện đại. Thêm vào đó, pháo binh hay tàu chiến có thể bắn phá được các khu vực trên đất liền và hệ thống súng ven biển cũng có thể đáp trả lại hỏa lực đối phương. Hải quân cũng bắt đầu có những bước chuyển mình với các tàu chiến hơi nước, tàu bọc thép. Thêm vào đó là sự xuất hiện của 3 đơn vị tình báo (agent) phục vụ trên bản đồ chiến thuật, các loại khí cụ công thành được cải tiến (với những tháp canh nâng cấp được cùng những đặc tính riêng biệt), khả năng kiểm soát quân đội hai phe trên bản đồ chiến đấu cùng một lúc. Ngoài ra nhà sản xuất còn bổ sung thêm góc nhìn thứ ba cho súng máy Gatling và đại bác cùng chế độ chơi mạng đặc sắc.

### Total War: Rome II
Ngày 2 tháng 7 năm 2012, The Creative Assembly đã cho công bố Total War: Rome II là phiên bản tiếp theo của dòng game Total War. Hãng đã xác nhận rằng việc phát triển phiên bản này được bắt đầu trong suốt quá trình phát triển của Total War: Shogun 2. The Creative Assembly cho biết rằng trò chơi sẽ có một bản đồ lớn hơn so với người tiền nhiệm Rome: Total War, nó sẽ "xa hơn về phía đông", có thêm nhiều tính năng mới chẳng hạn như bổ sung góc quay camera trên chiến trường cho phép người chơi xem trận chiến gần như từ mọi góc độ. Nhà sản xuất cũng cho biết rằng trò chơi đang được phát triển bằng cách sử dụng một hệ thống lập trình mới giúp game đạt được chất lượng đồ họa chưa từng thấy trong sê-ri Total War. Một đoạn trailer người đóng được phát hành cũng vào ngày 2 tháng 7 gồm những cảnh phim khác nhau, tất cả đều liên quan đến mục đích với chủ đề "Bạn sẽ đi tới đâu vì Rome?".
Ngoài ra, phiên bản này sẽ tập trung vào các cốt truyện và những quyết định cá nhân của các nhân vật lịch sử quan trọng cũng như của chính game thủ. Những bất hòa trong nội bộ và các âm mưu chính trị sẽ đóng một phần quan trọng trong trò chơi.

### Total War: Attila
Ngày 17 tháng 2 năm 2015, The Creative Assembly lại tiếp tục cho ra mắt Total War: Attila là phiên bản của riêng năm 2015, nhưng lần này lại là người đàn em của Total War: Rome II trước đó do sử dụng lại Engine của chính người đàn anh này. Nội dung xoay quanh bối cảnh của đế quốc La Mã dần suy tàn sau khi bị chia nửa: Tây bộ La Mã và Đông bộ La Mã, và sự trỗi dậy của vị Thiền vu hiệt kiệt khét tiếng với biệt danh "rợ Hung" hay "ngọn roi của Thượng đế" - Attila, cùng với Thời đại di cư của các dân tộc German (Giéc-manh) từ phương Bắc tràn xuống. Phiên bản này đã khắc phục được rất nhiều sự cố kĩ thuật của người đàn anh với việc lập trình lại phần đồ họa, sửa các lỗi debug trầm trọng mà phiên bản trước mắc phải. Game sẽ tập trung không chỉ ở điều binh khiển tướng, mà còn có cả thêm những bước cải tiến độ khó của tình hình đối nội, đối ngoại trong vương quốc, tông tộc mà người chơi tham gia, vì vậy vai trò đối nội, đối ngoại sẽ quyết định một nửa chiến thắng của người chơi.

### Total War: Warhammer
Được công bố vào ngày 22 tháng 4 năm 2015, Total War: Warhammer đã thay đổi hoàn toàn series game này khi lần đầu tiên trong lịch sử mang đến cho người chơi một thế giới kỳ ảo hoàn toàn mới. Bối cảnh của game sẽ được dựa trên game chiến tranh rất nổi tiếng Warhammer Fantasy Battle của Games Workshop. Những trận chiến thời gian thực và bản đồ chiến lược theo lượt tiếp tục quay trở lại. Các chủng loài trong trò chơi bao gồm loài người đến từ Đế chế và Bretonnia, loài Orc và Goblin, Người Lùn, Ma Cà Rồng, các Chiến binh Hỗn mang, Người thú, Tiên Rừng và Bộ tộc Norscan. Sega tiết lộ rằng đây là phiên bản đầu tiên của bộ ba trò chơi cùng tên, với hai phiên bản độc lập còn lại sẽ được lên kế hoạch trong tương lai. Total War: Warhammer được ra mắt vào ngày 24 tháng 5 năm 2016.

### Total War: Warhammer II
Được công bố vào ngày 31 tháng 3 năm 2017 tại EGX Rezzed. Phiên bản trò chơi tiếp theo này được ra mắt vào ngày 28 tháng 9 năm 2017. Trò chơi tập trung vào cuộc chiến bên trong Tân Thế giới và vùng Ulthuan giữa loài Tiên Tối cao, Tiên Bóng tối, Skaven và Người Thằn lằn với mong muốn nắm quyền kiểm soát Vortex. Tộc Vua Lăng mộ lúc này cũng có mưu đồ chiếm lấy Cửu Thư của Nagash - những quyền sách chiêu hồn nắm giữ sức mạnh tối thượng. Chiến dịch khổng lồ kết hợp bản đồ của cả phiên bản game đầu tiên và thứ hai này có tên gọi là Mortal Empires.

### Total War Saga: Thrones of Britannia
Total War Saga: Thrones of Britannia được phát hành vào ngày 3 tháng 5 năm 2018. Game lấy bối cảnh vào năm 878 SCN, sau cái chết của Ragnar Lodbrok và tiếp đó là cuộc xâm lăng của tộc người Viking trên quần đảo Anh bởi Đội quân Man rợ Vĩ đại. Trò chơi tập trung vào cuộc ganh đua giữa các vương quốc nhỏ với mưu đồ thâu tóm toàn bộ quần đảo này. Các quốc gia có thể chơi được trong trò chơi bao gồm nước Anh, xứ Wales, Gaelic, một phần của đội quân Viking Vĩ đại, hoặc quân Viking vùng biển. Trò chơi sử dụng engine tương tự với phần game Attila, trong đó cung cấp thêm một số sự thay đổi đối với các trận chiến và chiến dịch. Trò chơi cũng nhận được đa số phản hồi tích cực từ các nhà phê bình, tuy nhiên lại nhận phải nhiều luồng ý kiến trái chiều từ phía cộng đồng người chơi. Hiện tại điểm số của các nhà phê bình dành cho phiên bản này là 75, còn người chơi lại chỉ là 54 trên hệ thống đánh giá Metacritic.

### Total War: Three Kingdoms
Phiên bản mới nhất của dòng game được công bố vào ngày 10 tháng 1 năm 2018. Trò chơi dự kiến được phát hành vào ngày 23 tháng 5 năm 2019, lần này sẽ đưa người chơi đến với những vùng đất của Trung Quốc trong thời kỳ cai trị của triều đại nhà Hán vào năm 190 sau công nguyên. Lúc này, Hán Hiến Đế mới lên nắm vương quyền nhưng ông lại bị thao túng bởi kẻ nắm quyền thực sự là Đổng Trác. Trò chơi sẽ tập trung vào những vị anh hùng chiến đấu chống lại sự chuyên chế nhưng tham vọng của họ lại là nguyên nhân khiến các liên minh mỏng manh lúc này bị phá vỡ, đất nước bị chia cắt và thời kỳ Tam Quốc trỗi dậy.

### Total War Saga: Troy
Total War Saga: Troy được phát hành vào ngày 13 tháng 8 năm 2020. Game lấy bối cảnh vào năm 1184 TCN, là một cuộc chiến quan trọng trong thần thoại Hy Lạp và được nhắc đến trong hai trường thi của Homer: Iliad và Odyssey. Trò chơi lấy bối cảnh diễn ra trong cuộc chiến thành Troy thời kỳ đồ đồng. Bối cảnh này cũng bao gồm cả biển Aegea, khu vùng vịnh nối dài Địa Trung Hải nằm giữa bán đảo Hy Lạp và Anatolie. Điều này đồng nghĩa thông qua trải nghiệm game, người chơi cũng có thể viết lại lịch sự theo ý mình. Trò chơi sử dụng engine tương tự với phần game Warhammer, trong đó cung cấp thêm một số sự thay đổi đối với các trận chiến và chiến dịch. Trò chơi cũng nhận được đa số phản hồi tích cực từ các nhà phê bình.

### Total War: Warhammer III
Bài chi tiết: Total War: Warhammer III
Total War: Warhammer III là một trò chơi video chiến thuật theo lượt và chiến thuật thời gian thực được phát triển bởi Creative Assembly và được xuất bản bởi Sega. Nó là một phần của sê-ri Total War và là phần thứ ba lấy bối cảnh trong vũ trụ hư cấu Warhammer Fantasy của Games Workshop. Total War: Warhammer III là phiên bản mới nhất thuộc loạt trò chơi Total War: Warhammer đình đám. Tựa game đưa người chơi đến với những diễn biến cuối cùng trong cuộc hỗn chiến giữa các thế lực hùng mạnh ở nơi vũ trụ Warhammer Fantasy. Chiến dịch khổng lồ kết hợp bản đồ của cả phiên bản game đầu tiên, thứ hai và thứ ba này có tên gọi là Immortal Empires. Chỉ sau vài ngày ra mắt, trò chơi đã nhận được vô số lời khen ngợi của giới phê bình. Theo Metacritic, Total War: WARHAMMER III nhận điểm số trung bình 88/100, trở thành một trong những tựa game chiến thuật có điểm số cao nhất trong vòng 1 thập kỷ qua.

## Spin-off

### Spartan: Total Warrior
Spartan: Total Warrior phát triển bởi The Creative Assembly và phát hành vào năm 2005 cho các hệ máy PS2, Xbox và GameCube. Spartan: Total Warrior là một tựa game hành động chặt chém tái hiện những trận chiến quy mô lớn mang dấu ấn Total War cho thị trường console. Thay vì lấy những sự kiện có thật trong lịch sử, The Creative Assembly lại lấy cảm hứng từ thần thoại Hy Lạp và La Mã để tạo dựng một thế giới kỳ ảo đan xen thực tại về cuộc quyết chiến giữa các vị anh hùng với quái nhân trong thần thoại. Người chơi vào vai một chiến binh Sparta dưới sự dẫn dắt của thần chiến tranh Ares tham gia vào cuộc chiến khốc liệt bảo vệ thành phố của mình trước sự xâm lấn của đế chế La Mã, mà đứng đầu là đế vương Tiberius. Game gồm hai mục chính là "phần chơi chiến dịch" và "đấu trường chiến trận". Phần chơi chiến dịch diễn ra trong khoảng 14 màn chơi, trong khi kiểu chơi đấu trường chiến trận buộc người chơi phải vượt qua những cuộc tấn công tới tấp của kẻ thù xuất hiện trong đấu trường với độ khó ngày càng tăng. Về sau nhà sản xuất còn phát triển một tựa game với lối chơi giống vậy là Viking: Battle for Asgard ra năm 2008 nhưng đã bỏ đi biệt danh Total Warrior.

### Total War Battles: Shogun
Total War Battles: Shogun được phát hành vào ngày 20 tháng 4 năm 2012 cho iOS. Trò chơi này về sau còn được phát hành cho các thiết bị Android và Microsoft Windows. Lấy bối cảnh thời kỳ Chiến Quốc ở Nhật Bản vào thế kỷ 16, vẫn thuộc thể loại chiến lược thời gian thực và giống như các phiên bản khác của dòng game Total War ở chỗ kết hợp tổ chức và quản lý quân đội, quản lý chiến đấu và xây dựng. Quân đội có sẵn được xác nhận gồm: samurai, cung thủ, ninja và kỵ binh. Hệ thống chiến đấu sử dụng ô lưới hình lục giác cho việc di chuyển và sắp đặt cùng bổ sung thêm một tính năng mới trong game là thực thi quy tắc ứng xử "võ sĩ đạo" nghĩa là các đơn vị lính một khi đã xuất quân thì người chơi không thể cho quân đội quay trở lại trừ khi giành chiến thắng. Riêng phần chơi mạng chỉ hỗ trợ chơi 1vs1.